# Olivia Époupa
Olivia Époupa (Parigi, 30 aprile 1994) è una cestista francese.

## Carriera
Con la Francia ha disputato i Giochi olimpici di Rio de Janeiro 2016, i Campionati mondiali del 2018 e quattro edizioni dei Campionati europei (2015, 2017, 2019, 2021).